# Иван Бела
Иван Бела (на словашки: Ivan Bella) е първият словашки космонавт. Извършва през февруари 1999 г. космически полет на орбиталната станция „Мир“

## Биография
Роден е на 21 май 1964 г. в с. Долна Легота, край гр. Брезно, Чехословакия (дн. Словакия). След завършване на средно училище през 1979 г. учи до 1983 г. във военната гимназия в Банска Бистрица. След това постъпва във Военновъздушната академия (на словашки: Vysoká vojenská letecká škola SNP v Košiciach, преименувана (1993) на Академия "Генерал Милан Щефаник", на словашки: Vojenská letecká akadémia gen. M. R. Štefánika) в Кошице, която завършва през 1987 г.
От 1987 до 1993 г. Иван Бела служи като пилот, а след това старши летец в изтребително-фронтовата авиация на ВВС на Чехословакия. След това до 1998 г. е щурман на 33-та ескадрила на изтребително-бомбардировъчната авиация на ВВС на Словакия в база „Малацки“, където летял на изтребителите МиГ-21 и Су-17.

### Подготовка
На 6 февруари Бела влиза в състава на групата от 4 пилоти на Словашките ВВС, която пристига в Центъра за подготовка на космонавти „Ю. Гагарин“ за медицински изследвания по програмата „Щефаник“ и за подготовка за съвместен руско-словашки космически полет.
На 24 февруари 1998 г. Бела е приет в състава на група от 3 души, избрана от руските лекари, а на 2 март официално е избран от словашка страна.
На 23 март 1998 г. пристига за подготовка в Центъра за подготовка на космонавти „Ю. Гагарин“, където от 25 март до август същата година преминава общокосмическа подготовка в състава на група „Словакия“.
На 3 август словашката страна официално обявява за назначението на Иван Бела в основния екипаж на кораба „Союз ТМ-29“. , и от 27 август до 2 февруари 1999 г. преминава непосредствена подготовка за полет, в състава на екипаж в състав: командир Виктор Афанасиев и бординженер Жан-Пиер Еньоре.

### Полет
На 20 февруари 1999 г. стартира космическият кораб (КК) „Союз ТМ-29“ на борда с първия словашки космонавт (а Словакия става 29-ата страна, изпратила свой гражданин в космоса). На 22 февруари „Союз ТМ-29“ се скачва с орбиталната станция „Мир“, на която работел екипаж ОЕ-26 Генадий Падалка и Сергей Авдеев.
След като са проведени планираните експерименти (вкл. и експериментът „Ендотест“ за Института по медико-биологически проблеми на Руската АН и Словашката академия на науките, целта на който е определянето на невро-ендокринни и други физически функции на космонавтите при различни видове натоварвания с цел изясняване стресогенното действие на микрогравитацията на човешкия организъм) и се заменя екипажа на станцията, Бела и Падалка се завръщат на Земята на 28 февруари с кораб „Союз ТМ-28“. Продължителността на полета на Иван Бела е 7 денонощия 21 часа 56 минути и 29 секунди.
При завръщането си Бела получава званието подполковник от ВВС на Словакия, а на 21 юни 1999 г. е награден с „Орден на Мъжеството“. През август 2001 г. на името на Иван Бела е наречен астероид 22901 Ivanbella.
През 2003 г. Иван Бела получава званието полковник и през 2004 г. е назначен за военен аташе на Министерството на отбраната на Словакия в Русия. На тази длъжност Бела се занимава с проблемите на международното сътрудничество в областта на въоръжаването и разоръжаването. Член е на комисията по проблемите на изследванията и използването на космоса. Бела е женен и има две деца от първия си брака.